# Arend Schoemaker
Arend Hessel Schoemaker (* 8. November 1911 in Diever, Provinz Drenthe; † 11. Mai 1982 in Den Haag) war ein niederländischer Fußballspieler.

## Karriere

### Verein
Über Schoemakers sportlichen Werdegang liegen nur spärliche Informationen vor. Er spielte auf Vereinsebene für Quick Den Haag.
Sein einziges Länderspiel für die niederländische Nationalmannschaft bestritt Schoemaker am 10. Dezember 1933 beim 0:1 in einem Freundschaftsspiel im Olympiastadion von Amsterdam gegen Österreich.
Anlässlich der Weltmeisterschaft 1934 in Italien wurde Schoemaker in das Aufgebot der Niederlande berufen, kam während des Turniers jedoch nicht zum Einsatz.